# أنتونيو زيتو
أنتونيو زيتو (بالإيطالية: Antonio Zito)‏ (6 يونيو 1986 بنابولي في إيطاليا - ) هو لاعب كرة قدم إيطالي في مركز الوسط. لعب مع نادي أفيلينو ونادي بينيفينتو ونادي ترنانا ونادي ساليرنيتانا ونادي سيينا ونادي كروتوني وسورينتو كالتشيو ‏ ونادي تارانتو 1927 ويوفي ستابيا وبوجيبونسي.

## وصلات خارجية
- أنتونيو زيتو على موقع إي إس بي إن إف سي (الإنجليزية)
- أنتونيو زيتو على موقع قاعدة بيانات كرة القدم.إي يو (الإنجليزية)
- أنتونيو زيتو على موقع Soccerway.com (الإنجليزية)
- أنتونيو زيتو على موقع عالم كرة القدم.نت (الإنجليزية)